# Вагенінгенський університет
51°59′07″ пн. ш. 5°39′49″ сх. д. / 51.985277777778° пн. ш. 5.6636666666667° сх. д.
Вагенінгенський університет (англ. Wageningen University & Research) (також відомий як WUR) — державний дослідницький університет у Вагенінгені, Нідерланди, який спеціалізується на науках про життя з акцентом на сільському господарстві, техніці та інженерії. Це всесвітньо важливий центр наук про життя та сільськогосподарських досліджень. Він розташований у регіоні Нідерландів, відомому як Food Valley.
WUR складається з Вагенінгенського університету та колишніх сільськогосподарських науково-дослідних інститутів Міністерства сільського господарства Нідерландів. Університет Вагенінгена, як дослідницький університет, надає ступені бакалавра, магістра та доктора філософії в галузі життєвих і соціальних наук. Він зосереджує свої дослідження на наукових, соціальних і комерційних проблемах у галузі наук про життя та природних ресурсів. Він широко відомий своїми програмами з вивчення сільського господарства, лісівництва та екології. В університеті навчається близько 12 000 студентів із понад 100 країн світу. Він є членом мережі університетів Євроліги наук про життя (ELLS).